# Phalerarcha chrysorma
Phalerarcha chrysorma är en fjärilsart som beskrevs av Edward Meyrick 1913. Phalerarcha chrysorma ingår i släktet Phalerarcha och familjen gnuggmalar. Inga underarter finns listade i Catalogue of Life.